# Protestes del Kirguizstan de 2020
Les protestes del Kirguizstan de 2020 van començar el dilluns 5 d'octubre de 2020, reunint 5.000 persones en Bixkek, la capital del Kirguizstan, contra el resultat de les eleccions parlamentàries de 2020.

## Context
El Kirguizstan va tenir diverses revolucions a principis del segle XXI, entre elles la revolució de les tulipes en 2005 i la revolució kirguís de 2010. L'agost de 2020, el llavors president del Kirguizstan, Sooronbay Jeenbekov, va anunciar que les eleccions parlamentàries no s'ajornarien malgrat la pandèmia de coronavirus. Durant les eleccions, diversos partits van ser acusats de comprar vots. Diversos periodistes també van denunciar que havien estat assetjats o atacats. Dels partits que van arribar al parlament, només Kirguizstan Unit s'oposa sistemàticament al govern en funcions dirigit per Jeenbekov.
Els analistes polítics han vinculat les protestes de 2020 a una divisió socioeconòmica entre el sud agrari del Kirguizstan i el nord més desenvolupat. Dels resultats inicials de les eleccions, 100 dels 120 escons van ser ocupats per diputats del sud que feien costat a Jeenbekov.

## Fets

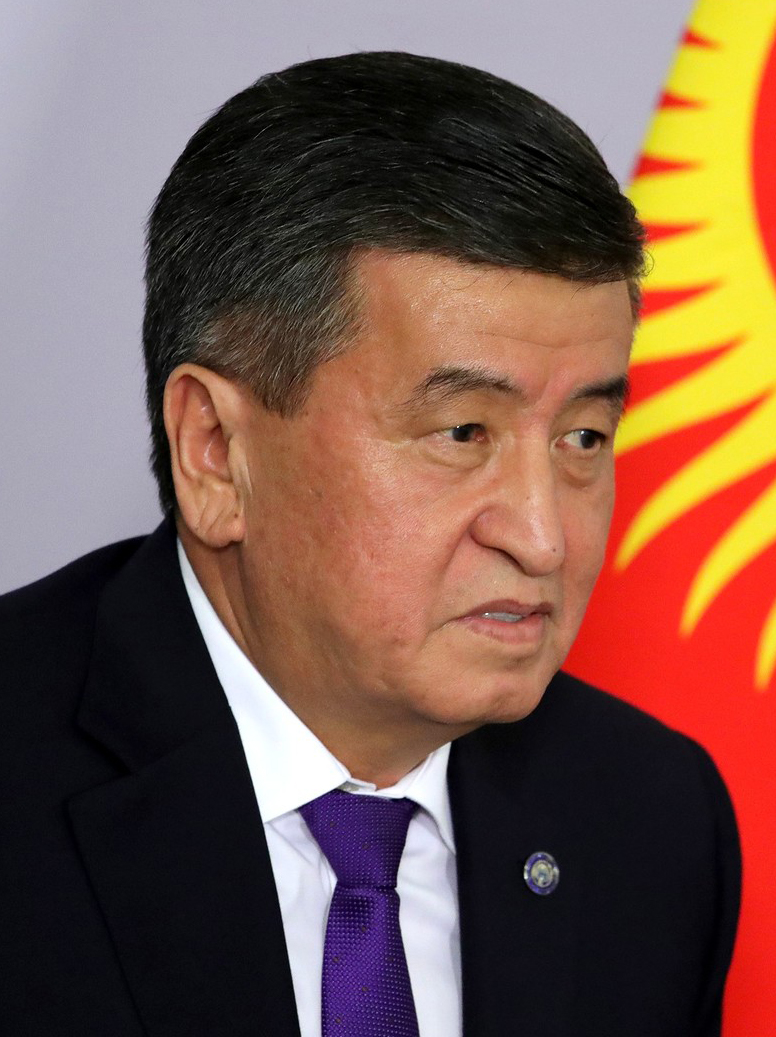
El president Sooronbay Jeenbekov

### 5 d'octubre
Les protestes van començar el dilluns 5 d'octubre de 2020, amb una multitud d'almenys 5.000 persones van protestar a Bixkek, la capital del Kirguizstan, contra els resultats suposadament fraudulents per la compra i manipulació de vots en les eleccions parlamentàries de 2020. Quan va caure la nit, després d'una operació policial per a netejar la plaça Ala-Too de manifestants amb gasos lacrimògens i canons d'aigua, els manifestants suposadament van atacar als agents de policia amb pedres i van ferir a dues d'ells.

### 6 d'octubre

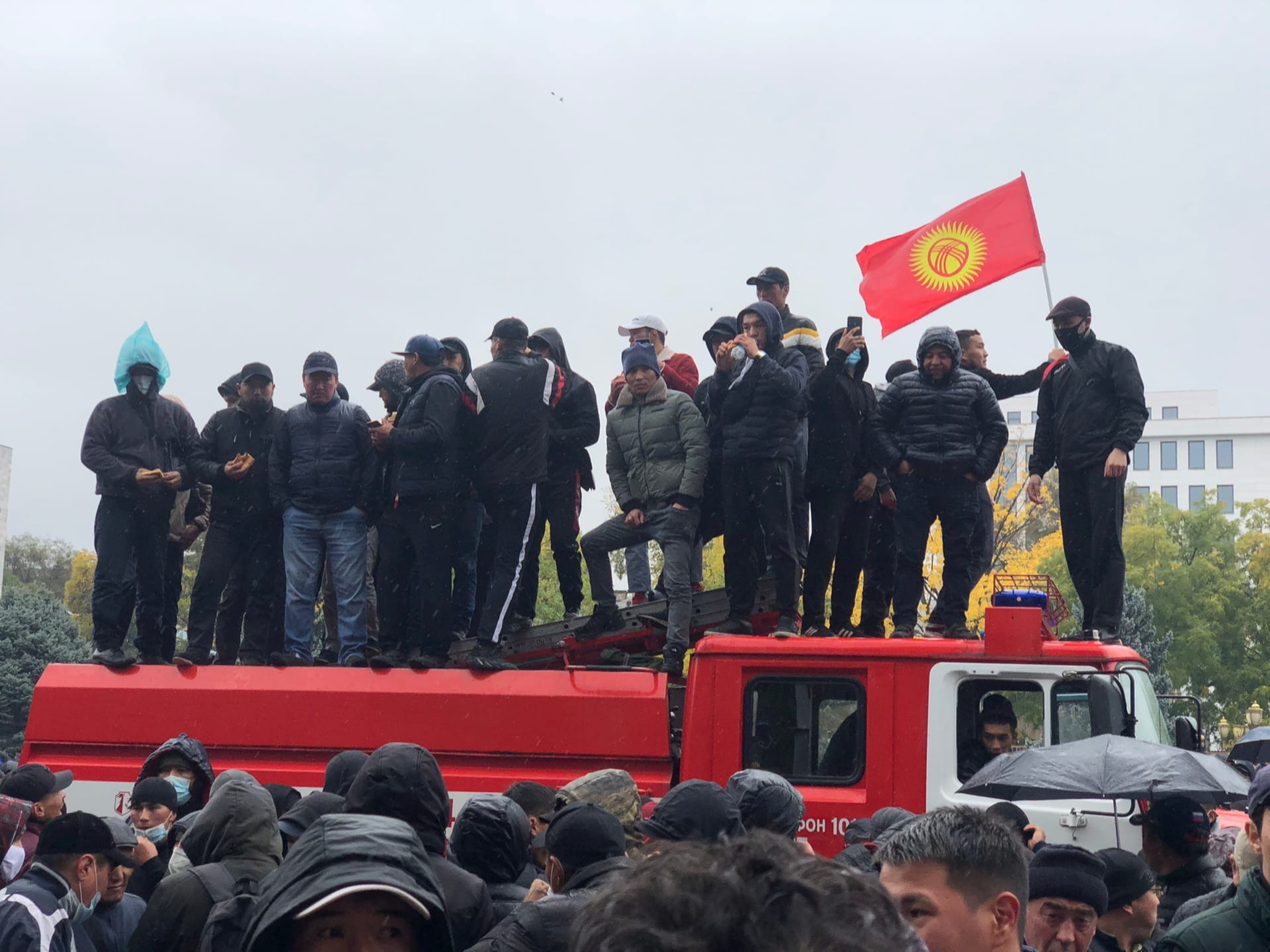
Un camió de bombers confiscat fora de la Casa Blanca el 6 d'octubre de 2020

En el matí del dimarts 6 d'octubre de 2020, els manifestants van reclamar el control de la plaça Ala-Too en el centre de Bixkek. També van aconseguir entrar diversos edificis de la zona de la Casa Blanca com ara el Consell Suprem, llançant papers des de les finestres i calant-los foc i també van entrar en les oficines del president del país. Un manifestant va morir i altres 590 van ser ferits.
El mateix dia, després de les protestes, les autoritats electorals del país van anul·lar els resultats de les eleccions parlamentàries. La membre de la Comissió Electoral Central, Gulnara Jurabaeva, també va revelar que la comissió estava considerant l'autodissolució.
Mentrestant, els grups d'oposició van afirmar estar en el poder després de prendre els edificis governamentals de la capital, en els quals, segons s'informa, diversos governadors provincials han renunciat. El president Sooronbay Jeenbekov va dir que s'enfrontava a un cop d'estat, i després va dir a la BBC que estava "disposat a donar la responsabilitat a líders forts".
A més, van alliberar a l'expresident Almazbek Atambàiev de la presó que estava condemnat per corrupció.
Probablement a causa de la pressió de la protesta, el primer ministre Kubatbek Boronov va renunciar, citant al diputat parlamentari Myktybek Abdyldayev com el nou president.

### 7 d'octubre

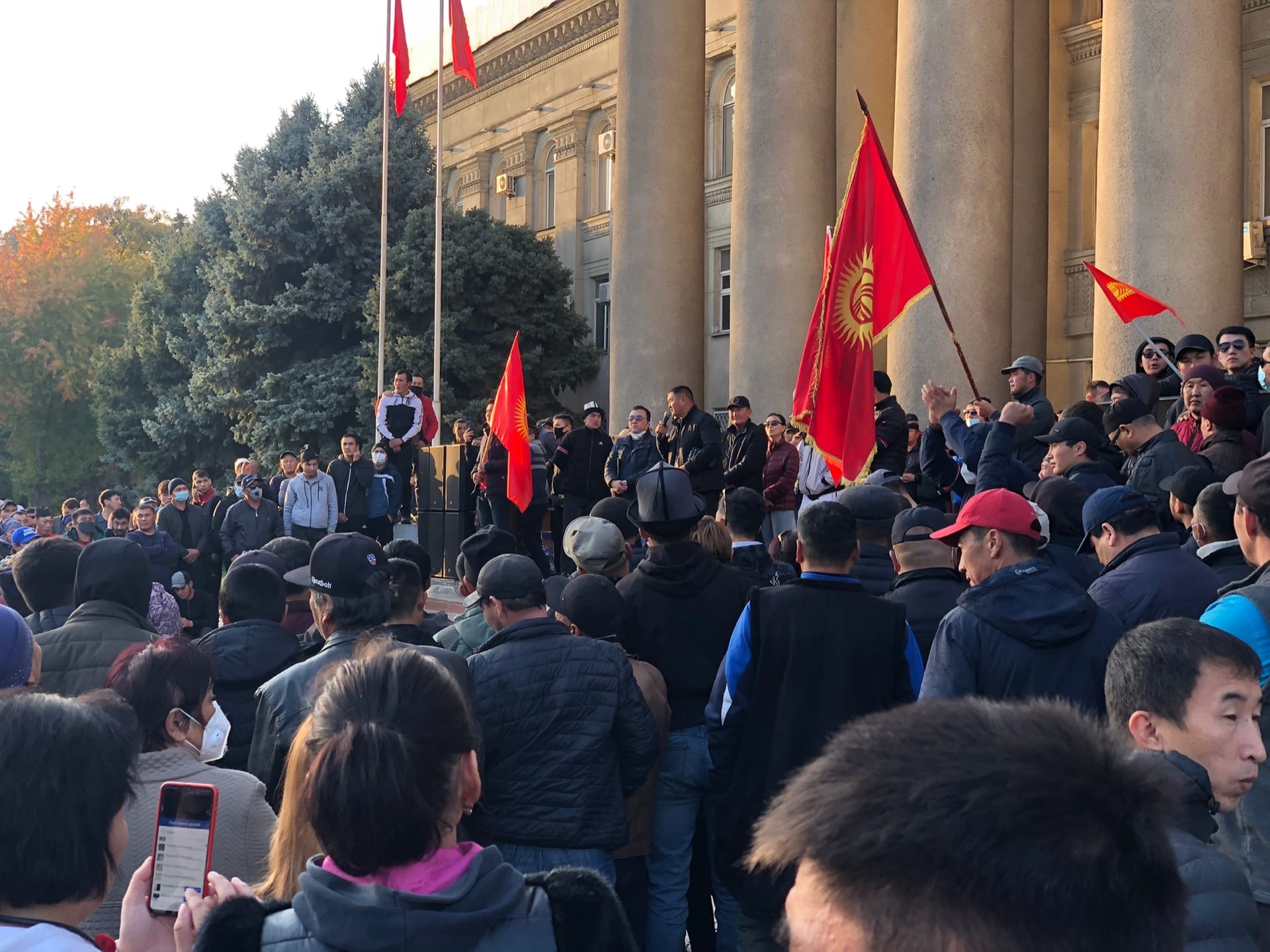
Els partidaris de Sadyr Japarov en la vella plaça 14 d'octubre de 2020

Els partits de l'oposició no van aconseguir formar un nou govern el dimecres 7 d'octubre. Després de la dimissió del primer ministre Boronov, l'exdiputat Sadyr Japarov va ser nomenat per a reemplaçar-ho. Els partits de l'oposició van rebutjar la legitimitat de l'estatus de Japarov i en el seu lloc van presentar el seu propi candidat a primer ministre, Tilek Toktogaziyev. Japarov va afirmar que ja era el "primer ministre legítim" i que va ser nomenat per "la majoria del parlament". No obstant això, La renúncia de Boronov encara havia de ser confirmada pel president Jeenbekov, i els llocs web governamentals van continuar incloent-lo com primer ministre el 7 d'octubre.
La multitud es va reunir per a protestar per la nominació de Japarov i exigir la renúncia de Jeenbekov. Segons el Ministeri de Salut, almenys 768 persones ferides durant les protestes han estat ateses pels hospitals i clíniques del país fins al matí del dimecres. Segons Reuters, almenys tres grups diferents han intentat ara reclamar el lideratge.
Mentrestant, els parlamentaris kirguises van iniciar procediments d'impugnació contra Jeenbekov, segons un parlamentari del partit opositor socialista Ata-Meken, Kanybek Imanaliev.

### 9 d'octubre
Jeenbekov va declarar l'estat d'emergència, ordenant el desplegament de tropes a Bixkek. La declaració imposa un toc de queda de 12 hores fins al 21 d'octubre. Es van sentir trets durant els violents enfrontaments a Bixkek que van esclatar després de la declaració de Jeenbekov. Jeenbekov va acceptar formalment la renúncia de Boronov.

### 10 d'octubre
Les forces especials kirguisses van detenir a l'expresident Almazbek Atambàiev en una batuda en el seu recinte. L'exparlamentari Sadyr Japarov, que va ser alliberat de la presó el 5 d'octubre pels manifestants, va ser nomenat primer ministre interí pel Parlament.

### 12 d'octubre
El president Jeenbekov va declarar un segon estat d'emergència en Bishkek del 12 al 19 d'octubre. Els partits de l'oposició van anunciar les seves intencions de destituir a Jeenbekov; aquest va declarar que consideraria la possibilitat de dimitir, però només després que es resolgués la crisi política. Es va imposar un toc de queda, en vigor des de les 10 de la tarda fins a les 5 de la matinada. Combois de tropes de l'exèrcit kirguís van ser enviats a la capital per a controlar la situació.

### 13 d'octubre
Kanat Isaev va ser elegit com el nou president del Consell Suprem, ja que no hi havia altres candidats per al lloc. El Parlament va aprovar la segona declaració de Jeenbekov de l'estat d'emergència, després d'haver rebutjat la primera. El president Jeenbekov va rebutjar formalment la nominació de Sadyr Japarov per al lloc de primer ministre.

### 15 d'octubre
Sooronbay Jeenbekov va renunciar al càrrec de president del Kirguizstan en un intent de posar fi als disturbis polítics, al mateix temps que va declarar que "insta a Japarov i als altres polítics a que retirin els seus partidaris de la capital de la nació i retornin al poble de Bishkek a una vida pacífica". Japarov es va declarar com a president en funcions. Malgrat que la constitució del Kirguizstan estableix que el president del Consell Suprem ha d'assumir el càrrec, Kanatbek Isaev es va negar-se, per la qual cosa Japarov es va convertir en el president en funcions.

## Reaccions
- Unió Europea va demanar a totes les forces polítiques del país que actuessin dins del marc de la constitució i que resolguessin els seus desacords de manera pacífica.[37]
- OSCE - La presidència albanesa fa una crida a totes les parts "perquè s'abstinguin de la violència i demana una solució pacífica a la situació actual al Kirguizstan".[38]
- : En un comunicat conjunt del Kazakhstan, Tadjikistan, Turkmenistan i l'Uzbekistan expressen la seva preocupació pels incidents en curs i expressaven "l'optimisme de que tots els partits polítics i la ciutadania del país treballaran per restablir la pau i trobar una solució als problemes d'acord amb la normativa nacional i constitucional". La declaració també subratllava que "la prosperitat del Kirguizstan és vital per a la seguretat regional i el desenvolupament sostenible de l'Àsia central".[39]
- Estats Units: L'ambaixada dels Estats Units en Bishkek va expressar el seu suport a Jeenbekov, declarant el 13 d'octubre que "els Estats Units donen suport als esforços del President Jeenbekov, dels dirigents polítics, de la societat civil i dels juristes per a retornar la vida política del país a un ordre constitucional". És evident que un dels obstacles per al progrés democràtic és l'intent dels grups de delinqüència organitzada d'exercir influència en la política i les eleccions".[31]
- Rússia: el 7 d'octubre, el President Vladimir Putin va expressar que Rússia està preocupada pels disturbis polítics que s'estan produint en el pròxim Kirguizstan i esperava un ràpid retorn a l'estabilitat. Rússia també va donar garanties que estava en contacte amb totes les parts en el conflicte i esperava que es restaurés el procés democràtic.[40] El 8 d'octubre, el portaveu del Kremlin, Dmitry Peskov, va dir que "la situació semblava un desastre i un caos" i que Rússia estava obligada per un tractat de seguretat a evitar un col·lapse total del país.[41]
- Suècia: la ministra d'Afers Exteriors, Ann Linde, ha donat suport reiterant el comunicat de l'OSCE.[42]
- R.P. de la Xina: el 7 d'octubre, la portaveu del Ministeri de Relacions Exteriors Hua Chunying va dir: "Com a veí amistós i soci estratègic integral, Xinesa espera sincerament que totes les parts al Kirguizstan puguin resoldre la qüestió d'acord amb la llei a través del diàleg i la consulta, i pressionar per a l'estabilitat al Kirguizstan tan aviat com sigui possible".[43]
- Turquia: El ministeri d'Afers Exteriors va expressar la seva preocupació pels esdeveniments i va instar a "evitar l'escalada d'aquests desenvolupaments i resoldre les diferències d'opinió i actitud respecte a les eleccions dins de l'ordre constitucional amb consens social i sentit comú".[44]